# Gilo (rivière)
Pour l’article homonyme, voir Gilo.
La rivière Gilo est une rivière de la région de Gambela au sud-ouest de l'Éthiopie.

## Géographie
De sa source dans les hautes terres éthiopiennes près de Mizan Teferi, il coule vers l'ouest, à travers le lac Tata pour rejoindre la rivière Pibor à la frontière de l'Éthiopie avec le Soudan. Les eaux combinées rejoignent alors la rivière Sobat et le Nil Blanc.
La rivière Gilo coule principalement à travers le saillant de Baro, une partie de l'Éthiopie qui s'avance vers l'ouest jusqu'au Soudan. La vallée fluviale a fait l'objet de nombreuses prospections d'or avant la Seconde Guerre mondiale et dans les années 1950, mais on n'en a pas trouvé assez pour rendre l'extraction commerciale viable.

## Histoire
Jessen, qui faisait partie de l'expédition de WN McMillan qui a parcouru cette partie du sud-ouest de l'Éthiopie en 1904, a estimé sa longueur à 200 miles. Il a noté qu'à l'inondation, la largeur du Gilo atteint 80 à 100 mètres, avec une profondeur d'environ 20 pieds. Jessen a en outre écrit cela au moment de sa visite.

« The river abounds with fish, and as a natural consequence the crocodiles are very numerous and large. At midday practically every sandbank is covered with them. It is a remarkable fact that the hippopotami are conspicuous by their absence, only one having been seen and killed many years ago, as these animals are plentiful everywhere else in these countries. »

— B H. Jessen, "South-Western Abyssinia"

### Toponymie
Il est également connu sous différents noms : les Gimira de Dizu l'appellent le "Mene", tandis que les Gemira de Chako l'appellent "Owis", et les colons Amhara et Oromo au début du XXe siècle le connaissaient sous un troisième nom, " Bakou".